# Norman Reedus
Norman Mark Reedus (Hollywood, 6 de janeiro de 1969) é um ator estadunidense. Ele fez sua estreia como ator na década de 1990, estrelando o papel de Murphy MacManus, no filme The Boondock Saints, seguido por papéis coadjuvantes nos filmes de sucesso de bilheteria 8MM, Blade II e American Gangster. Reedus ganhou destaque por sua interpretação como Daryl Dixon na série de televisão da AMC, The Walking Dead (2010–2022). Considerado um dos personagens mais populares da série, ele estrelou sua própria série spin-off, The Walking Dead: Daryl Dixon (2023–presente). Reedus é o apresentador do programa Ride with Norman Reedus, da AMC (2016–presente). Ele também estrelou como o protagonista Sam Bridges nos jogos Death Stranding e Death Stranding 2: On the Beach.
Reedus também conseguiu papéis nas séries de televisão Law & Order e Hawaii Five-O, e se aventurou na dublagem, interpretando Striker na série animada Helluva Boss. Ele também estrelou videoclipes de Lady Gaga, Marilyn Manson, Keith Richards, Radiohead, R.E.M. e Orville Peck. Ele foi modelo para vários estilistas, incluindo a Prada.

## Biografia

### Início da vida e carreira
Norman Reedus nasceu na Flórida, onde viveu apenas alguns meses antes de mudar-se para Los Angeles, na Califórnia. Quando fez 12 anos de idade, partiu em viagem com seus pais, e desde então viveu em muitos países, incluindo Inglaterra, Espanha e Japão. Antes de conseguir seu primeiro papel como ator, inicialmente, ele trabalhou em uma loja da Harley Davidson em Veneza e ao mesmo tempo contribuiu para o artwork de vários shows como pintor, fotógrafo, escultor e artista de vídeo. Ele começou a atuar na peça "Maps para Drowners", no Teatro Tiffany em Sunset Boulevard, segundo suas próprias palavras:
| “ | Eu fui apresentado a um diretor e acabei fazendo uma peça no Tiffany Theater em Los Angeles depois que eu bebi demais numa festa e comecei a gritar com todos os convidados da sala de estar de um pavimento no piso superior. Eu tinha acabado de sair do meu emprego em uma loja de motos em Venice. Um agente estava na platéia na primeira noite em que eu participei da peça e acabou me escalando para o meu primeiro filme. | ” |

Dias depois, ele foi chamado para participar do filme Mutação, então em Amor de sangue (Six Ways To Sunday 1997) e Floating (1997). Ele já atuou em muitos filmes, incluindo Santos justiceiros (1999), Ruas Selvagens (2002), Blade II - O Caçador de Vampiros (2002), A Morte veste-se de Negro (1999), Intrigas (2000), Moroz po kozhe (2007), The Notorious Bettie Page (2005), Hero Wanted, e muitos outros. Reedus é talvez mais conhecido por interpretar o papel de Murphy MacManus no filme Os Santos Justiceiros (The Boondock), juntamente com Sean Patrick Flanery e Willem Dafoe. Ele atuou novamente com Flanery em 2009,  na sequência, em Os Santos Justiceiros II: Dia de Todos os Santos (The Boondock Saints II: All Saints Day).
Em 2010, Reedus assumiu o papel de Daryl Dixon na série de televisão The Walking Dead. O personagem não estava originalmente na série de quadrinhos, de mesmo nome, mas foi criado especificamente para Reedus depois de sua audição para o personagem de Merle Dixon.

## Modelagem e artístico

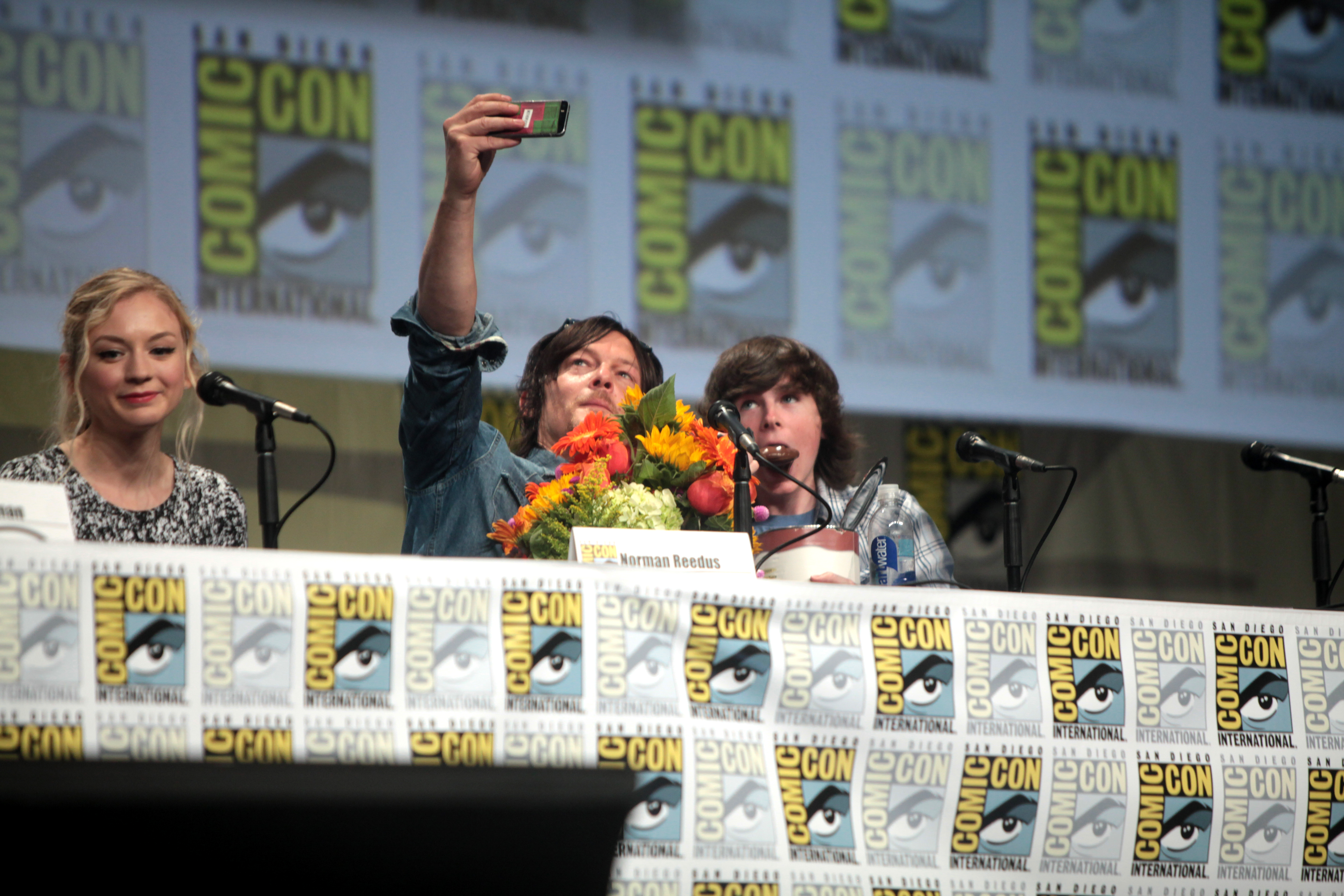

Ele também foi um pintor, escultor e fotógrafo, e já apresentou sua arte nas galerias de Nova Iorque, Berlim e Frankfurt. Como fotógrafo, fez um trabalho voltado às cenas do cotidiano dos lugares que ele visitou. Em novembro de 2011, Reedus, realizou uma exposição fotográfica em Nova York, na Wired Store Times Square. O tema eram imagens da Geórgia,que foram tiradas  no set de filmagens de The Walking Dead. Vinte e três fotos foram leiloadas e vendidas, sendo toda a renda revertida para trabalhos de caridade. Assim como as fotografias, os curta-metragens que produz (através de sua produtora, a Big Bald Head) também tem a renda obtida com a venda de cópias revertida para diversas instituições de caridade.
Reedus desfilou para Prada, Alessandro Dell'Acqua, Durban, Levi, Lexus e mais recentemente Morgenthal Fredrics.

## Vida pessoal

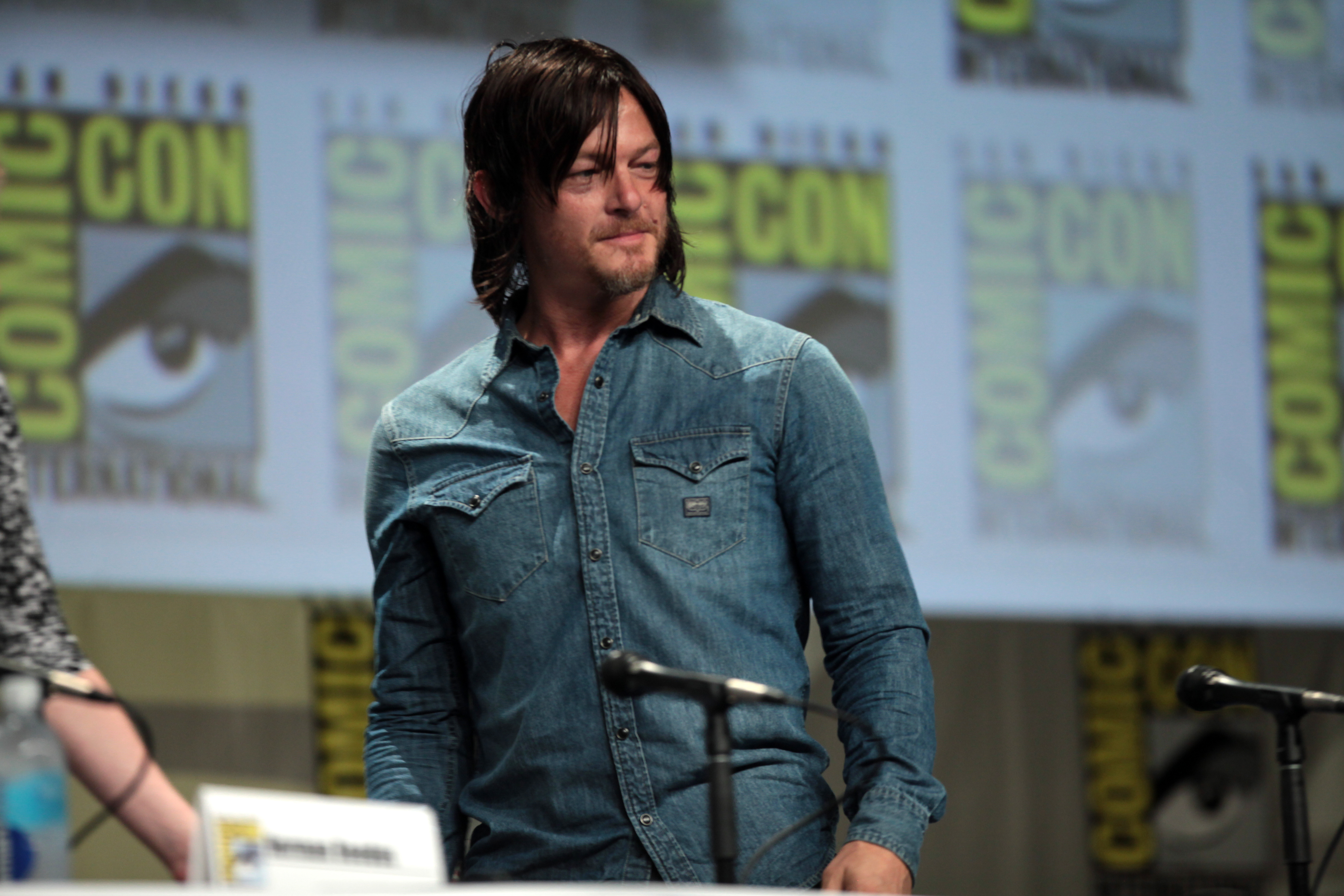

Norman Reedus teve um relacionamento com a supermodelo Helena Christensen, de 1998 até 2003, embora nunca terem oficializado. Juntos eles tem um filho, Mingus Lucien Reedus (nascido em 13 de outubro de 1999). Após o fim do relacionamento, ambos permaneceram amigos e revezam a guarda do filho.
Em fevereiro de 2005, Norman ficou ferido em um acidente de carro depois de assistir a um concerto do R.E.M.. Ele foi lançado para fora do carro, pelo para-brisa e caiu na calçada, tendo um grave dano para ao lado esquerdo do seu rosto. O acidente rendeu-lhe uma cirurgia para a reconstrução da órbita com prótese de titânio à esquerda e parte da face e do nariz receberam vários parafusos e pinos em sua reconstrução. Ainda no hospital ele teve a ideia que, logo após, se transformaria no curta-metragem “Meet me in Berlin”.
Desde 2016 está em um relacionamento com a atriz Diane Kruger. Em novembro de 2018 nasceu a primeira filha do casal.

## Filmografia

### Cinema
| Ano  | Título                             | Personagem                  | Notas                            |
| ---- | ---------------------------------- | --------------------------- | -------------------------------- |
| 1997 | Floating                           | Van                         |                                  |
| 1997 | Mimic                              | Jeremy                      |                                  |
| 1997 | Six Ways To Sunday                 | Harry Odum                  |                                  |
| 1998 | Davis Is Dead                      | Larry                       |                                  |
| 1998 | I'm Losing You                     | Toby                        |                                  |
| 1998 | Reach the Rock                     | Danny                       |                                  |
| 1998 | Dark Harbor                        | O jovem misterioso          |                                  |
| 1999 | Let The Devil Wear Black           | Brautigan                   |                                  |
| 1999 | 8MM                                | Warren Anderson             |                                  |
| 1999 | The Boondock Saints                | Murphy MacManus             |                                  |
| 2000 | Beat                               | Lucien Carr                 |                                  |
| 2000 | Gossip                             | Travis                      |                                  |
| 2000 | Bad Seed                           | Jonathan Casey              |                                  |
| 2000 | Sand                               | Jack                        |                                  |
| 2000 | Preston Tylk                       | Jonathan Casey              |                                  |
| 2001 | The Beat Nicks                     | Nick Nero                   |                                  |
| 2002 | Luster                             | Entregador                  |                                  |
| 2002 | Blade II                           | Scud                        |                                  |
| 2002 | Deuces Wild                        | Marco                       |                                  |
| 2003 | Nobody Needs To Know               | Kurt                        |                                  |
| 2003 | Tough Luck                         | Archie LaFontaine           |                                  |
| 2003 | Octane                             | Recovery Man                |                                  |
| 2004 | Until The Night                    | Robert                      |                                  |
| 2004 | Ôsama no kampô                     | -                           |                                  |
| 2005 | Antikörper/Antibodies              | Policial Schmit             |                                  |
| 2005 | The Notorious Bettie Page          | Billy Neal                  |                                  |
| 2006 | 13 Graves                          | Norman                      |                                  |
| 2006 | Walls                              | Henry Flesh                 | Curta-metragem                   |
| 2006 | A Crime                            | Vincent Harris              |                                  |
| 2006 | I Thought of You                   | -                           | Curta-metragem/Direção e Roteiro |
| 2006 | Killer Queen                       | Jack Trust                  |                                  |
| 2007 | American Gangster                  | Detetive Norman Reilly      |                                  |
| 2007 | Moscow Chill                       | Ray Perso                   |                                  |
| 2008 | Hero Wanted                        | Swain                       | Direto para DVD                  |
| 2008 | Red Canyon                         | Mac                         |                                  |
| 2008 | Dead*Line                          | Seth                        | Curta-metragem                   |
| 2008 | Clown                              | Lucien                      | Curta-metragem                   |
| 2008 | Cadillac Records                   | Chess Records engenheiro    |                                  |
| 2008 | Echos of Extinction                | Eric Richards               |                                  |
| 2008 | Styrofoam Soul                     | Joe                         |                                  |
| 2009 | The Chase                          | O homem perigoso            |                                  |
| 2009 | Messengers 2: The Scarecrow        | John Rollins                | Direto para DVD                  |
| 2009 | Pandorum                           | Shepard                     |                                  |
| 2009 | Boondock Saints II: All Saints Day | Murphy MacManus             |                                  |
| 2010 | Meskada                            | Dennis Burrows              |                                  |
| 2010 | The Conspirator                    | Lewis Payne                 |                                  |
| 2010 | Ollie Klublershturf vs. The Nazi   | Barry                       | Curta-metragem                   |
| 2010 | 8 Uhr 28                           | Estranho                    |                                  |
| 2011 | Hello Herman                       | Lax Morales                 |                                  |
| 2012 | Night of the Templar               | Henry Flesh                 |                                  |
| 2013 | Iron Man: Rise of Technovore       | Frank Castle / The Punisher | Animação (voz)                   |
| 2013 | Sunlight Jr                        | Justin                      |                                  |
| 2013 | Pawn Shop Chronicles               | Stanley                     |                                  |
| 2014 | Stretch                            | Ele mesmo                   |                                  |
| 2015 | Vacation                           | Motorista de caminhão       |                                  |
| 2015 | Air                                | Bauer                       |                                  |
| 2015 | Sky                                | Diego                       |                                  |
| 2016 | Triple 9                           | Russel Welch                |                                  |
| 2017 | Alien Invasion: S.U.M.1            | K.E.R.4                     |                                  |
| 2023 | The Bikeriders                     | Sonny engraçado             |                                  |
| 2025 | Ballerina                          | Daniel Pine                 |                                  |
| 2026 | Pendulum                           |                             | Filmando                         |

### Televisão
| Ano           | Título                            | Personagem              | Episódios                                                                        |
| ------------- | --------------------------------- | ----------------------- | -------------------------------------------------------------------------------- |
| 2003          | Charmed                           | Nate Parks              | 2 episódios                                                                      |
| 2005          | Masters of Horror                 | Kirby                   | Episódio: "Cigarette Burns"                                                      |
| 2006          | Law & Order: Special Victims Unit | Derek Lord              | Eísódio: "Influence"                                                             |
| 2006          | 13 Graves                         | Norman                  | Telefilme                                                                        |
| 2009          | The Chase                         | Home perigoso #1        | Websérie                                                                         |
| 2010          | Hawaii Five-O                     | Anton Hesse             | Piloto                                                                           |
| 2010–2022     | The Walking Dead                  | Daryl Dixon             | Recorrente (temporada 1); Principal (temporada 2 – 11), 148 episódios            |
| 2016          | American Dad!                     | Tim                     | Voz, episódio: "Hayley Smith, Seal Team Six"                                     |
| 2016          | Turbo Fast                        | Wild Pete               | Voz, episódio: "The Good, The Bad, and the Bugly"                                |
| 2016          | Voltron: Legendary Defender       | Rolo                    | Voz, episódio: "Taking Flight"                                                   |
| 2016–presente | Ride With Norman Reedus           | Norman Reedus           | 34 episódios                                                                     |
| 2017          | Robot Chicken                     | Daryl Dixon             | Voz, episódio: "The Robot Chicken Walking Dead Special: Look Who's Walking"      |
| 2018          | Ballmastrz: 9009                  | Bacchus LaBrute         | Voz, episódio: "Leather Passions! 2 Hearts, 2 Wheelz, Infinite Roadz. Ride Now!" |
| 2021          | Helluva Boss                      | Striker (Voz)           | Voz, episódio: "The Harvest Moon Festival"; web série                            |
| 2021          | The Walking Dead: Origins         | Daryl Dixon / Ele mesmo | Episódio: "Daryl's Story"                                                        |
| 2023–presente | The Walking Dead: Daryl Dixon     | Daryl Dixon             | Principal; produtor executivo                                                    |

### Videogames
| Ano  | Título                              | Personagem         | Notas                         |
| ---- | ----------------------------------- | ------------------ | ----------------------------- |
| 2013 | The Walking Dead: Survival Instinct | Daryl Dixon        | Voz e rosto                   |
| 2014 | P.T.                                | Protagonista       | Rosto, acabou sendo cancelado |
| 2019 | Death Stranding                     | Sam Porter Bridges | Voz e rosto                   |
| 2020 | The Walking Dead: Onslaught         | Daryl Dixon        |                               |
| 2020 | Fortnite Battle Royale              | Daryl Dixon        |                               |
| 2021 | State of Survival                   | Daryl Dixon        |                               |
| 2024 | Call of Duty: Modern Warfare III    | Daryl Dixon        |                               |
| 2025 | Death Stranding 2: On the Beach     | Sam Porter Bridges | Voz e rosto                   |

### Videoclipes
| Ano  | Título                           | Artista ou Banda | Notas |
| ---- | -------------------------------- | ---------------- | ----- |
| 1992 | "Wicked as it seems"             | Keith Richards   |       |
| 1994 | "Violently Happy"                | Björk            |       |
| 1995 | "Strange Currencies"             | R.E.M.           |       |
| 1995 | "Fake Plastic Trees"             | Radiohead        |       |
| 2011 | "Judas"                          | Lady Gaga        |       |
| 2014 | "Sun Down"                       | Tricky           |       |
| 2015 | "It just feels"                  | Jihae            |       |
| 2020 | "Don't Chase the Dead"           | Marilyn Manson   |       |
| 2021 | "Never Look Back"                | Run the Jewels   |       |
| 2022 | "The Curse of the Blackened Eye" | Orville Peck     |       |

### Prêmios e indicações
Prêmio especial do Júri como melhor performance em Floating (1999) – New England & Video Festival; Indicado ao prêmio de melhor ator coadjuvante em televisão, por The Walking Dead – Academy of Science, Fiction, Fantasy and Horror Films, USA.